# National Federation Party
Die National Federation Party (dt.: „Nationale Föderationspartei“) ist eine Partei in Fidschi. Sie wurde im November 1968 von Ambalal Dahyabhai Patel (A. D. Patel) gegründet und entstand als Zusammenschluss der Federation Party und der National Democratic Party. Obwohl sie ihrem eigenen Anspruch nach offen für alle Bürger von Fidschi war, bestand die Mitgliederschaft anfangs fast ausschließlich aus Indo-Fijians (Findians), deren Vorfahren hauptsächlich als Indentured Labourers zwischen 1879 und 1916 nach Fidschi gekommen waren. Erst bei der Parlamentswahl in Fidschi 2018 erlebte die Partei einen bedeutenden Kurswechsel, nachdem sie zahlreiche eingeborene Fidschianer als Kandidaten aufstellte.

## Geschichte

### Gründung und die Konferenz 1965
Die Gründung der Federation Party war eine direkte Folge der Auseinandersetzung zwischen Zuckerrohr-Farmern und der Colonial Sugar Refining Company (CSR) 1960 im Bezug auf einen neuen Zuckerrohr-Vertrag (cane contract). In den Wahlen zum Legislative Council 1963 trat die Partei unter dem Banner der Citizens Federation an. Die beiden Parteien wurde dann als Federation Party am 21. Juni 1964 mit A.D. Patel als Präsident und Sidiq Koya als Vizepräsident konstituiert. Die Vereinigung erfolgte rechtzeitig vor der Wahl zur Verfassungsgebenden Konferenz 1965. Dort sollte ein Plan für die Unabhängigwerdung von den Briten ausgearbeitet werden. Die britische Regierung entschied ein Cross-Voting als Kompromiss zwischen den fidschianischen und den europäischen Delegierten auf der einen Seite und den Indern auf der anderen Seite durchzuführen; neun der 36 Sitze im Legislative Council sollten durch Allgemeines Wahlrecht (universal suffrage) bestimmt werden, aber zugeordnet zu Ethnien, aufgeteilt gleichmäßig unter Fidschianern, Indiern und „General Electors“ (Caucasians/Europäern, Chinesen und anderen Minderheiten). Das Legislative Council wurde auf 36 Mitglieder aufgestockt, davon waren 14 Fidschianer (9 gewählt auf kommunaler Basis, 3 auf Basis von Cross-Voting und zwei nominiert durch das Great Council of Chiefs), 12 Inder (9 gewählt auf kommunaler Basis, 3 auf Basis von Cross-Voting) sowie 10 Europäer (7 gewählt auf kommunaler Basis, 3 auf Basis von Cross-Voting). Einige der unstrittigen Vorschläge der Federation Party wurden auch akzeptiert. Es wurden eine Public Service Commission, Police Service Commission und Judicial and Legal Services Commission eingerichtet und eine Bill of Rights erstellt.

## 1966 bis zum Tod von A.D. Patel
Der Ausgang der Constitutional Conference war ein Hauptthema während der Wahlen, welche die ersten allgemeinen Wahlen mit Parteien in Fidschi waren. Es wurde erwartet, dass die Federation Party wenigstens drei Cross-Voting-Sitze in der Western Division gewinnen würden, da dort die Mehrheit der indischen Einwohner lebten. Die Partei errang jedoch nur 9 indische kommunale Sitze. Die Alliance Party dagegen gewann 22 Sitze, aber drei Unabhängige und die zwei Abgeordneten des Council of Chiefs schlossen sich an, so dass sie auf eine Gesamtstärke von 27 Mandaten kam. Ratu Kamisese Mara von der Alliance Party wurde Chief Minister und A.D. Patel wurde Oppositionsführer.
Ethnische Spannungen eskalierten nach der Einführung des Systems der Verantwortungsbewußten Regierung (responsible government) 1967, als Patels Erzrivale, der Häuptling Kamisese Mara von den Lau-Inseln, am 20. September zum Chief Minister ernannt wurde. Maras Alliance Party war eine Koalition aus der einheimischen und der europäischen Faktion, mit minimaler Teilhabe der Indo-Fijians. Patel und die NFP wurden in die Opposition verbannt. Als Protest gegen die Weigerung der neuen Regierung eine zweite Verfassungskonferenz einzuberufen, führte Patel die neun Abgeordneten der Federation Party im September 1967 in einem Mass Walkout (Streik) an. Das Fehlen in zwei aufeinanderfolgenden Arbeitsperioden des Legislativrates führte zum Verlust ihrer Sitze und erzwang Nachwahlen. Die anschließenden Nachwahlen waren von inter-ethnischer Gewalt geprägt. Alle neun Abgeordneten der Federation Party wurden mit größerem Stimmenanteil wiedergewählt und gewannen 78,55 % der abgegebenen Stimmen. Patel gewann mit 7903 gegen 2772 Stimmen für Manikam Pillai. Es gab Demonstrationen von Fidschianern und Aufrufe, die Pachtverträge für einheimisches Land nicht zu verlängern. Extreme Elemente forderten sogar die Deportation von Indo-Fijianern aus Fidschi. Die Beziehungen zwischen den indo-fidschianischen und indigenen Gemeinschaften waren auf einem neuen Tiefpunkt.

### Bildung der National Federation Party
Im November 1968 schloss sich die Federation Party mit der National Democratic Party zur „National Federation Party“ zusammen. Patel und Koya wurden Präsident, respektive Vizepräsident, der fusionierten Partei. Apisai Tora und Isikeli Nadalo, beide einheimische Fidschianer, waren führende Persönlichkeiten in der NDP, und die Fusion brachte zum ersten Mal bekannte Fidschianer in die Partei. Der Versuch, sich als multirassische Partei zu positionieren, führte jedoch nicht zu einer nennenswerten Wahlunterstützung in der indigenen fidschianischen Gemeinschaft. Der NFP gelang es nie, bei irgendeiner Wahl zehn Prozent der Stimmen der Fidschianer zu bekommen. Es gelang ihr jedoch nach der Unabhängigkeit im Jahr 1970 aufgrund von Kreuzabstimmungen in den umgestalteten Wahlkreisen mehrere Fidschianer in das spätere Repräsentantenhaus zu bringen.

### NFP unter der Führung von Sidiq Koya
Weniger als ein Jahr nach der Gründung der NFP starb Patel plötzlich am 1. Oktober 1969. Sein Stellvertreter, Siddiq Moidin Koya, folgte ihm als Parteivorsitzender nach.

### Zusammenarbeit von NFP und Alliance für die Unabhängigkeit
Die Partei spielte eine wichtige Rolle in den Verhandlungen, die 1970 zur Unabhängigkeit Fidschis vom Vereinigten Königreich führten. Ihre ursprüngliche Forderung nach einem universellen Wahlrecht drohte den Unabhängigkeitsprozess zum Stillstand zu bringen, aber auf einer Konferenz in London im April 1970 verhandelte Sidiq Koya schließlich ein Kompromiss mit Kamisese Mara, dem Vorsitzenden der Alliance Party, der wichtigsten der von ethnischen Fidschianern dominierten Parteien. Gemäß diesem Kompromiss würden ethnischen Fidschianern und Indo-Fidschianern jeweils 22 Sitze zugeteilt, wobei 12 Sitze kommunale Wahlkreise (die Wähler umfassen, die als Mitglieder einer bestimmten ethnischen Gruppe registriert sind) und weitere 10 nationale Wahlkreise repräsentieren (verteilt nach ethnischer Zugehörigkeit, aber gewählt durch universelles Wahlrecht). Das Abgeordnetenhaus sollte über 52 Mitglieder verfügen. Weitere 8 Sitze waren für allgemeine Wahlmänner (Europäer, Chinesen und andere Minderheiten) reserviert; 3 davon waren „kommunal“ und 5 „national“ zugeordnet.
Da zum ersten Mal in der Geschichte Fidschis die Führer beider großen ethnischen Gruppen zusammenarbeiteten, verlief der Übergang zur Unabhängigkeit friedlich und die Euphorie der Unabhängigkeit hielt einige Zeit an. Sidiq Koya reiste mit dem Premierminister nach Indien und zu den Vereinten Nationen, und es gab Pläne für eine Koalitionsregierung. Es gab jedoch auch innerhalb der National Federation Party (NFP) Personen, die mit der engen Beziehung zwischen Sidiq Koya und Ratu Kamisese Mara nicht zufrieden waren. Der Anführer dieser Fraktion war Raojibhai Dahyabhai Patel (R.D. Patel), der aber vorerst keinen offenen Widerspruch äußerte.

### Wahlen 1972
Die ersten allgemeinen Wahlen seit der Unabhängigkeit wurden im Mai 1972 abgehalten. Ethnische Spannungen, die für die allgemeinen Wahlen von 1966 und die Nachwahlen 1968 so charakteristisch gewesen waren blieben aus. Die NFP gewann nur 19 der 52 Sitze im Repräsentantenhaus, während die Alliance Party ihren Anteil an indischen Stimmen sogar noch steigerte. Nach der Wahl wurde RD Patel, einer von Koyas Kritikern innerhalb der NFP, zum Sprecher des Repräsentantenhauses gewählt.

### Verschlechterung der Beziehung zwischen Koya und Mara
Ab Mitte 1975 verschlechterte sich die Beziehung zwischen Koya und Mara. Dies lag zum einen an der Ankündigung des Bildungsministers, dass die Regierung die Schulgebühren für nichtethnische Fidschianer nicht subventionieren werde. Sidiq Koya nannte dies „eine eklatante rassistische Ungerechtigkeit“ („a blatant piece of racial injustice“). Zweitens, als ein ehemaliges Bündnismitglied einen Antrag stellte, in dem die Rückführung von Menschen indischer Herkunft nach Indien gefordert wurde, war Koya mit der gemessenen Reaktion der Bündnisregierung nicht zufrieden und beschuldigte sie, „Elemente zu haben, die legal das tun wollten, was der Parteivorsitzende der Fijian Nationalist Party, Sakeasi Butadroka, versucht illegal zu tun.“ Drittens lehnte der Premierminister die Empfehlungen der Royal Commission ab, welche empfahl das Wahlsystem zu verändern. Er behauptete, dass die Umsetzung der Empfehlung zu Blutvergießen im Land führen würde.

### Spaltung in der NFP
Da die NFP nicht in der Lage war, nennenswerten Einfluss auf die Abstimmung von ethnischen Fidschianern zu nehmen, blieb die Partei in den Jahren nach der Unabhängigwerdung in der Opposition. In den Wahlen im März 1977 gelang es der NFP jedoch aufgrund einer Spaltung in der Gruppe der ethnischen Fidschianer eine Mehrheit im Repräsentantenhaus zu erringen. Interne Spannungen verhinderten jedoch, dass die Partei eine Regierung bilden konnte, da die Partei an Fragen um die Führung und die Zuteilung von Ministerposten auseinanderbrach. Der Generalgouverneur Ratu Sir George Cakobau ernannte den unterlegenen Premierminister Mara erneut und ordnete Neuwahlen für September desselben Jahres an. Die Ereignisse führten zur Fidschianischen Verfassungskrise 1977.

## Die NFP unter der Führung von Jai Ram Reddy
In den Vorgezogenen Wahlen im September erlitt die NFP eine schwere Niederlage, nachdem sie sich in zwei Gruppierungen aufgespalten hatte: die National Federation Party - Dove faction und die National Federation Party - Flower faction. Koya verlor seinen Sitz im Parlament an Jai Ram Reddy, der der neue Parteiführer wurde. Koyas Dove faction hatte nur 3 Sitze errungen im Gegensatz zur Flower faction, welche 12 Sitze bekam.
Reddy verfolgte eine Politik, die Koya bereits versucht hatte, nämlich von Moderation (Mäßigung), indem er versuchte, mit der Allianzpartei zusammenzuarbeiten, um Veränderungen herbeizuführen, anstatt auf die spaltende Politik von AD Patel und von Koya zurückzugreifen. Er verbrachte eine kurze Zeit der „Flitterwochen“ mit der Allianz und es gab erneut Gespräche über eine Koalition. Die Beziehungen zwischen beiden Seiten verschlechterten sich jedoch schnell, da die Allianz ihre große Mehrheit nutzte, um Gesetze durchzusetzen, die als anti-indisch angesehen wurden. Nachdem Reddy 1980 die Politik der Allianz kritisiert hatte, Kronland nur für die Nutzung durch ethnische Fidschianer zu reservieren, sprachen er und Mara nicht mehr miteinander.
Die NFP kam bei den Wahlen 1982 wieder zusammen und hätte die Wahl beinahe gewonnen, da sie in einer Koalition mit der Western United Front (WUF) 24 Sitze gewann. Reddys Meinungsverschiedenheiten mit dem Sprecher des Repräsentantenhauses der Allianz führten zu seinem Streik im Dezember 1983 und zu seinem Ausscheiden aus dem Parlament im April 1984.

## Sidiq Koyas Zweite Amtszeit als Parteiführer
Sidiq Koya, der 1982 mit der wieder vereinten NFP ins Parlament zurückgekehrt war, wurde nach Reddys Rücktritt zum Vorsitzenden gewählt. Er war jedoch bald in Kontroversen verwickelt und wurde beschuldigt, seine eigenen Anhänger bei wichtigen Ernennungen innerhalb der Partei zu bevorzugen. Er schloss den NFP-Jugendflügel von einer Sitzung des Arbeitsausschusses aus und verursachte damit weitere Vorwürfe diktatorisch zu handeln.
Die interne Meinungsverschiedenheiten erreichten ihren Höhepunkt, als ein Koya-Anhänger aus Ba, Dr. Balwant Singh Rakkha, als Kandidat für den Lautoka-Sitz gewählt wurde, welcher durch Reddys Rücktritt frei geworden war. Der NFP-Jugendflügel stellte seinen eigenen Kandidaten auf, Davendra Singh, einen wenig bekannten Kleinunternehmer. Der NFP-Jugendflügel hatte die Unterstützung der ehemaligen Flower-Fraktion und beanspruchte auch Reddys Unterstützung. Reddy seinerseits hat sich nicht offen für einen der beiden Kandidaten eingesetzt. Während des Wahlkampfs machte Koya die Wahl zudem zu einem Referendum über sich selbst und drohte mit seinem Rücktritt, falls Rakkha verlieren sollte. Das Ergebnis war ein knapper Sieg für Singh, aber Koya machte seine Drohung nicht wahr.
Mit der Entstehung der Fiji Labour Party (FLP) verlor die NFP weiter an Boden. Bei den Stadtratswahlen von Suva im Oktober 1985 konnte kein Kandidat aufgestellt werden, und die FLP gewann die meisten Sitze und besetzte das Amt des Oberbürgermeisters (Lord Mayor). Bei der Nachwahl für den North Central National Seat (mit Sitz im Distrikt Ba), die durch den Rücktritt von Vijay R. Singh zustande kam, gewann die Allianz mit knappem Vorsprung vor dem FLP-Kandidaten Mahendra Chaudhry. Die NFP kam nur auf den letzten Platz. Im Dezember 1985 traten drei prominente NFP-Parlamentarier zurück.
Als seine Partei auseinanderfiel, trat Koya von der Führung der NFP zurück und wurde durch Harish Sharma ersetzt.

## Koalition mit der FLP
Für die Wahlen 1987 bildete die Partei daher eine Koalition mit der Fiji Labour Party unter der Führung von Timoci Bavadra, einem ethnischen Fidschianer. Die Koalition gewann die Wahl, doch einen Monat später wurde die neue Regierung durch einen Militärputsch unter der Führung von Lieutenant Colonel Sitiveni Rabuka gestürzt.
Es wurde eine neue Verfassung verkündet, die eine integrierte ethnische Mehrheit der Fidschianer in der Legislative vorsah. Dies verurteilte die NFP zum dauerhaften Oppositionsstatus. Als die Regierung jedoch 1997 einer Überarbeitung der Verfassung zustimmte, spielte die NFP, die zu der Zeit von Jai Ram Reddy geführt wurde, eine Schlüsselrolle in den anschließenden Verhandlungen, die zur Aufhebung der garantierten Mehrheit ethnischer Fidschianer im Parlament führten. Bei den darauf folgenden Wahlen im Jahr 1999 überraschte die NFP viele Beobachter mit der Bildung einer Wahlkoalition mit der Soqosoqo ni Vakavulewa ni Taukei, welche von dem ehemaligen Gegner, Premierminister Sitiveni Rabuka geführt wurde. Dies war wohl ein taktischer Fehler: Viele Indo-Fidschianer hatten Rabuka seine Rolle beim Sturz der Bavadra-Regierung und der anschließenden Ausarbeitung einer Verfassung, die sie allgemein als rassistisch betrachteten. Die NFP verlor nach 36 Jahren alle Sitze im Repräsentantenhaus.

## 2000–2006
Die NFP trat in den Wahlen 2001 mit einer Basis an, welche die Einrichtung einer Wahrheits- und Versöhnungskommission forderte, um den Staatsstreich in Fidschi 2000 zu untersuchen, der die gewählte Regierung von Premierminister Mahendra Chaudhry gestürzt hatte, sowie der Forderung nach der Abschaffung der Mehrwertsteuer auf Grundnahrungsmittel, Senkung der Telefon- und Postgebühren, staatlicher Krankenversicherung für alle Arbeitnehmer und Stärkung der Unabhängigkeit der Justiz. Die Partei verlor jedoch weiterhin an Einfluss. Die NFP errang nur etwa zehn Prozent der Stimmen und nur einen Parlamentssitz – den sie anschließend aufgrund einer gerichtlichen Anfechtung verlor. Auch die Weigerung der Partei, einem Präferenzabkommen mit ihrem ehemaligen Verbündeten, der Fiji Labour Party, zuzustimmen, wirkte sich negativ auf sie aus. (Zu dieser Zeit gab es in Fidschi ein System der Präferenzwahl, ähnlich wie in Australien).
Schließlich gab es doch Anzeichen für eine bescheidene Erholung der NFP. Bei den Kommunalwahlen im Oktober 2003, bei denen die Partei eine Wahlkoalition mit Soqosoqo Duavata ni Lewenivanua (SDL) von Premierminister Laisenia Qarase bildete, errang die Partei Ämter in sechs Gemeinden, entweder allein oder zusammen mit der SDL. Zu den bedeutenderen Erfolgen gehörte der Gewinn im Stadtrat von Nadi und die Wiederwahl von Chandu Umaria zum Bürgermeister von Suva. Bei den Kommunalwahlen 2005 war das Ergebnis bescheidener, aber Ba und Nadi blieben in den Händen der NFP, während eine NFP/SDL-Koalition die Mehrheit in Sigatoka behielt. In Suva übertraf die NFP trotz des Verlusts einiger Sitze immer noch die Fiji Labour Party, ihren Erzrivalen bei den indo-fidschianischen Abstimmungen.
Anfang der 2000er Jahre versuchte die Partei, sich zu modernisieren. Unter der Präsidentschaft von Dorsami Naidu bemühte sich die Partei darum, ihre Anziehungskraft auf Frauen und Benachteiligte auszuweiten. Am 11. April 2005 gab Naidu bekannt, dass die NFP sich nun als multirassische Partei betrachte und versuchen werde, die Unterstützung aller ethnischen Gemeinschaften in Fidschi zu gewinnen.

### Das Gesetz über Versöhnung, Toleranz und Einheit (Reconciliation, Tolerance, and Unity Bill)
2005 stand die NFP an vorderster Front der Opposition gegen den umstrittenen Vorschlag der Regierung, eine Versöhnungs- und Einheitskommission einzurichten, die (vorbehaltlich der Zustimmung des Präsidenten) befugt war, den Opfern des Staatsstreichs vom Jahr 2000, welcher die gewählte Regierung gestürzt hatte, eine Entschädigung zu gewähren und Amnestie für Personen, die wegen damit zusammenhängender Straftaten verurteilt wurden. Am 14. Mai 2005 bezeichnete Naidu die Gesetzgebung zur Einrichtung der Kommission als „einen Terrorakt“ und rief am 20. Mai zu öffentlichen Demonstrationen gegen den Gesetzentwurf auf, der seiner Meinung nach „nur ein Vorwand für die Gewährung von Amnestie an Menschen war, die sich für den Putsch eingesetzt hatten“. Am 27. Juni gab Naidu bekannt, dass die NFP eine Petition gegen den Gesetzentwurf gestartet habe und voraussichtlich 150.000 Unterschriften sammeln werde. Die Partei schickte Kopien der Petition zusammen mit einer Erklärung der Einwände der Partei gegen den Gesetzentwurf in Englisch, Fidschi und Hindustani an alle Schulen, andere Organisationen und Inseln in Fidschi. Naidu sagte, die Partei sei nicht nur gegen die Amnestiebestimmungen des Gesetzes, sondern auch gegen die Entschädigungsbestimmungen und sagte, dass der Steuerzahler nicht für die Rechnung aufkommen dürfe. „Das Eigentum derjenigen, die am Putsch von 2000 beteiligt waren, sollte beschlagnahmt und verkauft werden, um den Betroffenen eine Entschädigung zu zahlen,“ sagte Naidu. Er meinte außerdem, dass diejenigen, die Schadensersatz fordern wollen, dies vor Gericht tun sollten. Er sagte, dass die Petition zusammen mit dem Antrag der Partei dem parlamentarischen Ausschuss für Justiz, Recht und Ordnung vorgelegt werde.

### Parteikonferenz im Juli 2005
Naidu trat im Juli 2005 von der Präsidentschaft der Partei zurück, nachdem er wegen Körperverletzung und sexueller Nötigung verhaftet worden war. Auf der Jahreskonferenz der Partei, an der mehr als 600 Delegierte am 31. Juli in Nausori teilnahmen, wurde Raman Pratap Singh, ein Anwalt und ehemaliger Parlamentarier, zu seinem Nachfolger gewählt.

### Bis 2006
Die Priorität für die NFP war es, wieder genügend Unterstützung zu gewinnen, um bei den für 2006 geplanten Parlamentswahlen eine Vertretung wiederzugewinnen. Am 12. August 2005 verkündete Pramod Rae, die Partei habe finanzielle Schwierigkeiten. Im Radio Sargam bestritt er den Eindruck, die NFP sei eine „Partei der Reichen“ und sagte, dass sie sich manchmal nicht die Telefonrechnung leisten könne und von Tür zu Tür gehen müsse, um um Spenden zu bitten, um am Leben zu bleiben. Viele Geschäftsleute, die einst die NFP unterstützt hatten, unterstützten nun die Fiji Labour Party (FLP), beklagte er.
Im Rahmen des sogenannten alternative ballot system| können Stimmen, die für Kandidaten mit niedrigeren Umfragewerten abgegeben wurden, auf Kandidaten mit höheren Umfragewerten übertragen werden, wie von den Kandidaten angegeben. Diese übertragenen Stimmen werden als „Präferenzen“ bezeichnet. Rae sagte am 20. August, dass die NFP bei der Fortführung der Verhandlungen mit anderen Parteien zum Austausch von Präferenzen darauf abzielen werde, in der fidschianischen Politik im Mittelpunkt zu stehen und Allianzen mit Parteien zu schmieden, die ihre Philosophie teilten. NFP-Schatzmeister Ashok Bal Govind sagte am 21. Oktober, dass weder die FLP noch die SDL eine „gute Politik“ hätten und dass die NFP abwarten werde, ob Parteien mit einer „besseren Politik“ entstanden seien, bevor sie sich über Wahlbündnisse entscheide. Letztendlich traf die NFP in einigen Wahlkreisen Vereinbarungen mit FLP-Kandidaten.

### Verhandlungen mit der SDL
Auf einer Konferenz im August beschloss die Partei, dass ein Präferenzabkommen mit der regierenden SDL bei den für 2006 geplanten Parlamentswahlen an die Bedingung geknüpft sei, dass die Regierung ihr Versöhnungs- und Einheitsgesetz zurückzieht. Bei der letzten Wahl im Jahr 2001 war ein ähnliches Abkommen, das die Übertragung der abgegebenen Stimmen von NFP-Kandidaten mit niedrigen Umfragewerten auf die SDL ermöglichte, entscheidend für den Sieg der SDL in Fidschis Präferenz-Wahlsystem. „Sie sind heute an der Macht, weil Ihnen die NFP im Jahr 2001 Vorzugsstimmen gegeben hat“ („You are in power today because of our preferential votes NFP gave you in 2001“), sagte Pramod Rae, der Generalsekretär der Partei. „Wenn Sie diesen Gesetzentwurf verabschieden wollen, verlassen Sie sich nicht auf uns. Wir werden Sie nicht unterstützen, wenn Sie diesen bösartigen Gesetzentwurf im Parlament durchsetzen“ („If you are going to pass this bill, do not count on us. We will not support you if you rail road this evil bill in Parliament“).
Fiji Village berichtete am 9. März 2006, dass Premierminister Qarase der NFP Kabinettsposten angeboten habe, vorausgesetzt, die Partei erhalte eine parlamentarische Vertretung im Austausch für ein Vorzugsabkommen.

#### Verhandlungen mit der FLP
Am 18. August 2005 fand ein Treffen zwischen Funktionären der NFP und der FLP statt, das als „Höflichkeitsbesuch“ (courtesy call) bezeichnet wurde. Zu den besprochenen Themen gehörte auch die Vorzugswahl, es wurden jedoch keine ernsthaften Verhandlungen aufgenommen, wobei beide Parteien darauf hinwiesen, dass ein solcher Schritt vorgesehen sei wäre verfrüht. Dennoch folgte eine Flut von Spekulationen in den Medien, und mehrere große Nachrichtendienste berichteten Anfang September, dass die beiden Parteien kurz vor einer Einigung stünden. Kommentare von FLP-Funktionären bestätigten diese Gerüchte. Am 19. September distanzierte sich Pratap Singh mit seiner Partei jedoch von den Spekulationen, dass ein Deal mit der FLP wahrscheinlich sei. Die NFP glaube nicht, dass die FLP wirklich die indisch-fidschianische Gemeinschaft vertrete, sagte er, die von dem, wie er es nannte, „konfrontativen“ Auftreten der FLP nicht profitiert habe.
Nach Angaben der Fiji Sun (27. Februar 2006) beschuldigte NFP-Treuhänder Attar Singh die FLP, das Wahlmanifest der NFP von 1982 gestohlen und für die Wahl 1999 verwendet zu haben. Der FLP-Abgeordnete Lekh Ram Vayshnoi wies die Anschuldigung zurück.

### Wahlergebnisse 2006
Die Wahl, die schließlich vom 6. bis 13. Mai 2006 stattfand, war für die NFP eine Desaster. Der Stimmenanteil fiel auf 6 %, auf den niedrigsten Stand aller Zeiten, und die Partei konnte erneut keinen Sitz im Parlament gewinnen.

## Nach 2006
Im Jahr 2006 wurde die fidschianische Regierung durch einen Militärputsch gestürzt und das fidschianische Parlament aufgelöst. Im Januar 2013 erließ das Militärregime neue Vorschriften zur Registrierung politischer Parteien, wonach alle Parteien mindestens 5.000 Mitglieder haben müssen. Die NFP beantragte am 14. Februar die Registrierung, und wurde damit eine von nur zwei existierenden Parteien. Die Registrierung wurde am 3. Mai 2013 bewilligt.
Die NFP wählte im März 2014 Biman Prasad, einen Wirtschaftsprofessor an der University of the South Pacific, als neuen Parteiführer, während Roko Tupou Draunidalo, ein Sprössling aus einer bekannten politischen und Häuptlingsfamilie, wurde zur Parteipräsidentin gewählt. Drei Kandidaten der NFP, inklusive Prasad und Draunidalo, kehrten nach den Wahlen 2014 ins Parlament zurück, das erste Mal seit dem Putsch 2006. Prasad ist Führer der NFP im Parlament und Shadow Minister für Finanzen sowie Vorsitzender des Parliamentary Public Accounts Committee.
Im Juni 2016 griff Draunidalo den Bildungsminister Mahendra Reddy an und fragte ihn, ob er die Opposition für „dumme Eingeborene“ („dumb natives“) halte. Dafür wurde sie vor das Privileges Committee zitiert, welches empfahl, sie für den Rest der Legislaturperiode vom Parlament zu suspendieren (–2018). Im Januar 2017 trat sie aus der NFP aus und im Parlament zurück. Ihr Sitz wurde von Parmod Chand eingenommen.
Die Partei stellte in den Wahlen 2018 51 Kandidaten auf, davon zehn Frauen. Sie errang 33.515 Stimmen und verbesserte ihre Quote auf 7,38 %, aber gewann nur drei Sitze.

## Wahlergebnisse
| Wahl           | Stimmen   | %      | Mandate | +/–  | Position | Regierung             |
| -------------- | --------- | ------ | ------- | ---- | -------- | --------------------- |
| 1972           | 241.866   | 33,9 % | 19 / 52 | ▲ 10 | ▲ 2.     | Opposition            |
| März 1977      | 332.764   | 45,2 % | 26 / 52 | ▲ 7  | ▬ 2.     | Opposition            |
| September 1977 | 320.813   | 44,3 % | 15 / 52 | ▼ 11 | ▬ 2.     | Opposition            |
| 1982           | 403.548   | 41,2 % | 22 / 52 | ▲ 7  | ▬ 2.     | Opposition            |
| 1987           | 461.056 a | 47,1 % | 28 / 52 | ▲ 6  | ▲ 1.     | Regierung             |
| 1992           | 56.951    | 16,1 % | 14 / 70 | ▼ 14 | ▼ 2.     | Opposition            |
| 1994           | 63.097    | 17,8 % | 2 / 70  | ▲ 6  | ▬ 2.     | Opposition            |
| 1999           | 104.985   | 14,6 % | 0 / 70  | ▼ 20 |          | Extra-Parlamentarisch |
| 2001           | 32.961    | 10,1 % | 1 / 71  | ▲ 1  | ▲ 3.     | Opposition            |
| 2006           | 47.615    | 6,2 %  | 0 / 71  | ▼ 1  |          | Extra-Parlamentarisch |
| 2014           | 27.066    | 5,5 %  | 3 / 50  | ▲ 3  | ▲ 3.     | Opposition            |
| 2018           | 33.515    | 7,38 % | 3 / 51  | ▬ 2. | ▬ 3.     | Opposition            |
| 2022           | 41.830    | 8,89 % | 5 / 55  | ▲ 2. | ▬ 3.     | Regierung             |